# گربه‌سوسمار
گربه‌سوسمار (نام علمی: Pakasuchus) نام یک سرده از رده خزندگان است.